# República (1826)
El Bergantín República (República Argentina) fue un navío de la Armada Argentina que participó en la Guerra del Brasil.

## Historia
Botada en 1812 en Filadelfia con el nombre de Upton fue comprada por la Armada Argentina el 14 de enero de 1826 como parte del rearme de la flota con vistas a la inminente guerra con el Imperio del Brasil. 

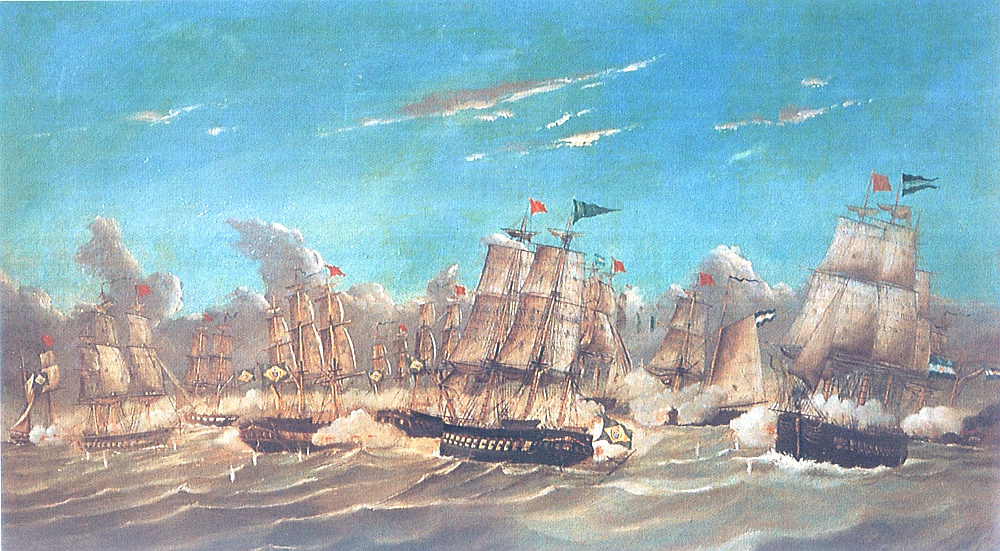
Combate de Punta Collares.

El 9 de febrero al mando del Capitán Robert Beazley, con 18 cañones y 120 hombres, participó junto al insignia 25 de Mayo, la Goleta Sarandí, el Bergantín Belgrano y la Barca Congreso del Combate de Punta Collares en las afueras de Buenos Aires. Al igual que los restantes buques excepto la capitana, en dos ocasiones se puso a sotavento por lo que quedó aislada del combate. Al regreso, los capitanes fueron acusados por Brown lo que los llevó a ser juzgados.
El 13 de mayo de 1826 entre tripulación y tropa (sin oficialidad) el República embarcaba: 2 Primeros Guardias, 1 Carpintero, 1 Velero, 2 Condestables, 5 artilleros, 95 marineros, 1 grumetes, 1 sargento, 2 cabos, 1 tambor y 19 soldados, un total de 130 hombres.
El 22 de julio de 1826 montaba 12 gunadas de a 18 y cuatro cañones de a 8, 16 en total y 128 hombres.

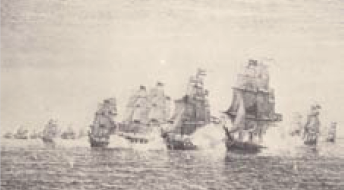
Combate de Quilmes.

En el Combate de Quilmes, el 29 de julio de 1826 Brown decide enfrentar con la fragata 25 de Mayo (buque insignia, comandado por Tomás Espora), la barca Congreso Nacional, los bergantines República, Independencia y Balcarce, las goletas Sarandí y Río de la Plata, la goleta hospital Pepa y ocho cañoneras, a la escuadra brasileña que avanzaba con diecinueve buques, con dos mil hombres y trescientos cañones, para fondear en las cercanías del canal exterior.
Iniciado el ataque, el buque insignia argentino es fuertemente castigado por los cañones de las baterías de la división imperial, mientras que el grueso de sus fuerzas no acompañan la acción. 
En la mañana del 30, desordenadas las líneas de ambas escuadras, el bergantín República al mando de Guillermo Clark hizo fuego sobre la 25 de Mayo, el que sólo se detuvo cuando Brown a la voz reconvino duramente al comandante el error. La Barca Congreso abandonó luego la acción y se refugió en Punta Lara, mientras que el República y la Goleta Sarandí rehuyeron el combate y retrocedieron a Los Pozos.
Durante buena parte del combate sólo la 25 de Mayo con Espora como comandante y la Río de la Plata con Leonardo Rosales afrontaron el fuego de 22 naves enemigas.
Brown se vio obligado finalmente a abandonar la 25 de Mayo que es remolcada a Buenos Aires y sigue la batalla a bordo del República que regresaba a la línea. Al subir a su cubierta y presentársele su comandante, le respondió: "Míster Clark, siento tanto verlo con nuestro uniforme como verlo al frente de este buque. Salga usted de mi presencia, porque no reconozco más valientes que Brown, Espora y Rosales!".
El marinero naviero de trinquete Guillermo Finney, a bordo de la 25 de Mayo y poeta por afición escribió en un largo poema:
Pronto supo el enemigo quién estaba a bordo
del bergantín "República".
y comenzó a pensar
si Brown era solamente un hombre.
"Prepárense", gritó Norton,
"Brown peleará todo el día
y nos hará pagar un elevado precio
por el buque 25 de Mayo".
Ante el temor de quedar varadas, las naves brasileñas se retiran y la escuadra de Brown regresa al puerto de Buenos Aires.
Asignada a la flota destinada a cubrir Buenos Aires	de un posible ataque por parte de la División Bloqueo no participó de la victoriosa campaña contra la Tercera División Imperial que se había adentrado en el Río Uruguay que terminaría en la victoria de Juncal.
El 7 y 8 de abril de 1827 participó en el duro Combate de Monte Santiago, donde la escuadra argentina sufrió grandes pérdidas. 

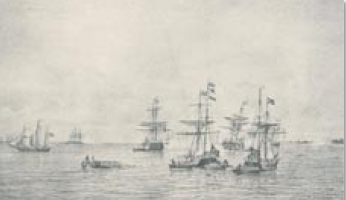
Combate de Monte Santiago.

Habiendo varado en el banco de Monte Santiago el República y el Bergantín Independencia, la Sarandí, de menor calado, permaneció como apoyo frente al ataque de la flota brasilera, muy superior en número.
Junto con la Sarandí, el República fue buque insignia durante la batalla (Brown pasaba de uno a otro buque), por lo que concentró los disparos de la numerosa flota brasilera.
Incendiado el Independencia, finalmente debió también ser evacuado e incendiado el República. La Sarandí aprovechó la llegada de la noche para reparar mínimamente sus averías (todo su caso estaba acribillado) y llevando a los sobrevivientes de los buques perdidos pudo regresar a Buenos Aires.